# Ryan Sheckler
Ryan Allen Sheckler (ur. 30 grudnia 1989 w San Clemente w Kalifornii) – amerykański zawodowy skateboarder. 
Jego rodzicami są Randy Sheckler oraz Gretchen Walsh, jest najstarszy z trójki rodzeństwa, ma dwóch braci Shane i Kane. Jest sponsorowany przez Plan B Skateboards, Plan B Wheels, Etnies, Independent Trucks, Power Balance, Mob Grip, Ethika, CCS, MOB Grip, Kicker Car Audio,
Red Bull, Nixon Watches, Panasonic, Oakley Eyewear. W 2008 roku założył Sheckler Foundation pomagającą chorym osobom, a także poważnie kontuzjowanym zawodowym sportowcom.
Posiada własną linię odzieży sygnowaną jego nazwiskiem RS by Ryan Sheckler od maja 2009.
Jeździ na pozycji Regular.

## Historia kariery
Ryan początkowo uprawiał skating w wieku czterech lat z dziećmi z sąsiedztwa. Trzy lata później jego nowy sprzęt pomógł mu ulepszać skoki i ograniczać upadki. Odnosił co roku zwycięstwa na miejscowym skateparku oraz na mistrzostwach CASL. Do dziś Ryan ma talent do zwycięstwa przy rywalizacji.
Ryan Sheckler zaczął uprawiać skateboarding od osiemnastego miesiąca życia, przez pierwsze cztery lata trenował trick „ollie”. Później stał się jednym ze światowych młodych fachowców w tym sporcie jako trzynastolatek. W sierpniu 2003 r., Sheckler konkurował w „X Games” i stał się najmłodszym uczestnikiem, który zdobył złoty medal, zajmując pierwsze miejsce w wydarzeniu „SBX Park”. Sezon 2003 zakończył się pierwszym miejscem na świecie w zawodach ulicznych „Gravity Games” oraz trzecie miejsce w „United States Skateboarding Championships”.
Ryan kontynuował falę sukcesów w zawodach na skateparkach, wygrywając w 2005 r. dwa razy na „Dew Action Sports Tour” oraz zebrał najwięcej punktów podczas turniejów skateboardingowych w całych USA, otrzymując tytuł „Athlete of the Year 2005”. W 2006 ponownie stawał na szczycie rankingów w swojej dyscyplinie.
Zdobywał pierwsze miejsca w zawodach nie tylko w swoim kraju, ale także na całym świecie, m.in. w Niemczech na turnieju World Championship of Skateboarding. Znany jest ze swojej niepowtarzalnej jazdy na desce oraz licznych sztuczek, które prowadzą go do sukcesów. Oprócz skateboardingu Ryan zajmuje się również motocrossem, surfingiem, snowboardingiem oraz golfem, a także gra w filmach. Posiada własny model „V.CO-Operative Series” jeansów firmy Volcom, trucków firmy Silver, butów firmy Etnies oraz okularów przeciwsłonecznych Oakley.
Po zakończeniu sezonu 2003 Ryan Sheckler odbył tournée ze światową legendą skateboardingu, Tonym Hawkiem, podróżował po Australii, Kanadzie i Hiszpanii. Wystąpił również w czterech grach „Tony Hawk”: „Tony Hawk’s Underground 2", „Tony Hawk’s American Wasteland”, „Tony Hawk’s American Sk8land” oraz „Tony Hawk’s Project 8". W 2005 Ryan pojawił się w programie telewizyjnym na MTV Cribs, wówczas rozpoczął prace nad własnym programem. 15 stycznia 2010 roku do kin wszedł film pt. „Tooth Fairy”, w którym Ryan wcielił się w rolę Mick’a Donnelly. Polska premiera filmu odbyła się 19 marca 2010 roku.

## Osiągnięcia
- 2003
  - Gravity Games, pierwsze miejsce
  - Slam City Jam, pierwsze miejsce
  - United States Skateboarding Championships, trzecie miejsce
  - Vans Triple Crown, pierwsze miejsce (w generalnej klasyfikacji)
  - World Cup of Skateboarding, pierwsze miejsce (w generalnej klasyfikacji)
- 2004
  - Gravity Games, trzecie miejsce
  - United States Skateboarding Championships, pierwsze miejsce
  - Vans Triple Crown, Vancouver, trzecie miejsce
  - Vans Triple Crown, Cleveland, trzecie miejsce
  - World Cup of Skateboarding, drugie miejsce (w generalnej klasyfikacji)
- 2005
  - Dew Sports Tour, Louisville, pierwsze miejsce
  - Dew Action Sports Tour, pierwsze miejsce (w generalnej klasyfikacji)
  - Globe World Cup, Melbourne, drugie miejsce
  - World Championship of Skateboarding, trzecie miejsce
- 2006
  - Tampa Pro, Floryda, piąte miejsce
  - Dew Action Sports Tour, pierwsze miejsce (w generalnej klasyfikacji)
  - X Games, Los Angeles, drugie miejsce
  - Globe World Cup, Melbourne, pierwsze miejsce
- 2007
  - Panasonic Open, Baltimore, pierwsze miejsce
  - Right Guard Open, Cleveland, pierwsze miejsce
  - X Games 13, Los Angeles, czwarte miejsce
  - Vans Invitational, Portland, drugie miejsce
- 2008
  - X Games 14, Los Angeles, pierwsze miejsce
- 2009
  - Dew Tour – Boston, pierwsze miejsce
- 2010
  - Dew Tour, Skate Open Boston – drugie miejsce
  - X Games 16, Los Angeles, pierwsze miejsce
  - Dew Tour,Wendy’s Invitational Portland – czwarte miejsce
  - Dew Tour, Toyota Challenge 2010 Salt Lake City – trzecie miejsce
  - Dew Tour, Dew Tour Championships 2010 Las Vegas – trzecie miejsce
  - Street League Skateboarding, Glendale – dziesiąte miejsce
  - Street League Skateboarding, Ontario – czwarte miejsce
  - Street League Skateboarding Championships, Las Vegas – piąte miejsce
- 2011
  - Simpel Session, pierwsze miejsce
  - X Games 17, Los Angeles, trzecie miejsce
  - Street League Skateboarding, Seattle – czwarte miejsce
  - Street League Skateboarding, Kansas City – piąte miejsce
  - Street League Skateboarding, Glendale – drugie miejsce
  - Street League Skateboarding Championships, New Jersey – dziewiąte miejsce

## Filmografia
- 2012 „Sheckler Session” jako on sam
- 2010 „True Jackson” jako on sam
- 2010 „Tooth Fairy” jako Mick Donnelly
- 2009 „Street Dreams” jako Eric
- 2007 „Życie Ryana” (serial) jako on sam
- 2006 „Our Life”
- 2005 „Dishdogz” jako on sam
- 2005 „MTV Cribs” (1 odcinek) jako on sam
- 2004 „Round Three” jako on sam
- 2003 „Grind” jako Rod St. James
- 2001 „Bananowa liga” jako Neil Nellis